# Aleksandr Ivanov (voetballer)
Aleksandr Ivanovitsj Ivanov  (Russisch: Александр Иванович Иванов) (Leningrad, 14 april 1928 –  aldaar, 29 maart 1997) was een voetballer uit de Sovjet-Unie.

## Biografie
Tsjislenko speelde nagenoeg zijn hele carrière voor Zenit Leningrad. Hiermee won hij twee keer de landstitel en één keer de beker.
Hij speelde ook voor het nationale elftal en nam met de Sovjet-Unie deel aan het WK 1958. In de eerste wedstrijd tegen Engeland maakte hij de 2-0, de Engelsen kwamen later wel nog langszij.